# Landquart (Suíça)
Landquart é uma comuna da Suíça, situada na região de Landquart, no cantão de Grisões. Tem 18,86 km² de área e sua população em 2018 foi estimada em 8.886 habitantes.
Foi criada em 1 de janeiro de 2012, a partir da fusão das antigas comunas de Igis e Mastrils.